# Afrakra nigeriana
Afrakra nigeriana är en insektsart som beskrevs av Irena Dworakowska 1979. Afrakra nigeriana ingår i släktet Afrakra och familjen dvärgstritar. Inga underarter finns listade i Catalogue of Life.